# Arte procesual

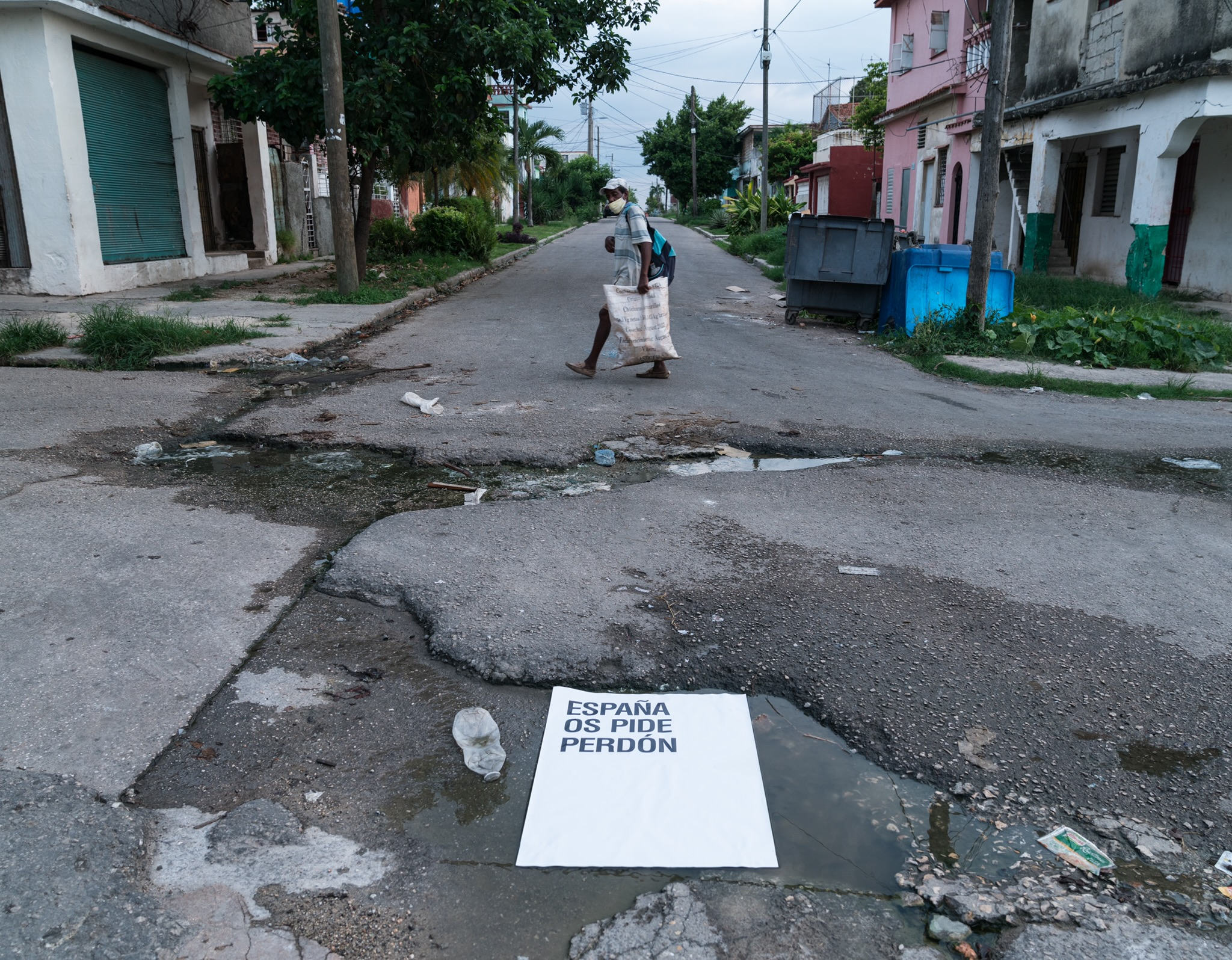
Un fragmento de España Os Pide Perdón del artista Abel Azcona, activado en la ciudad de La Habana.

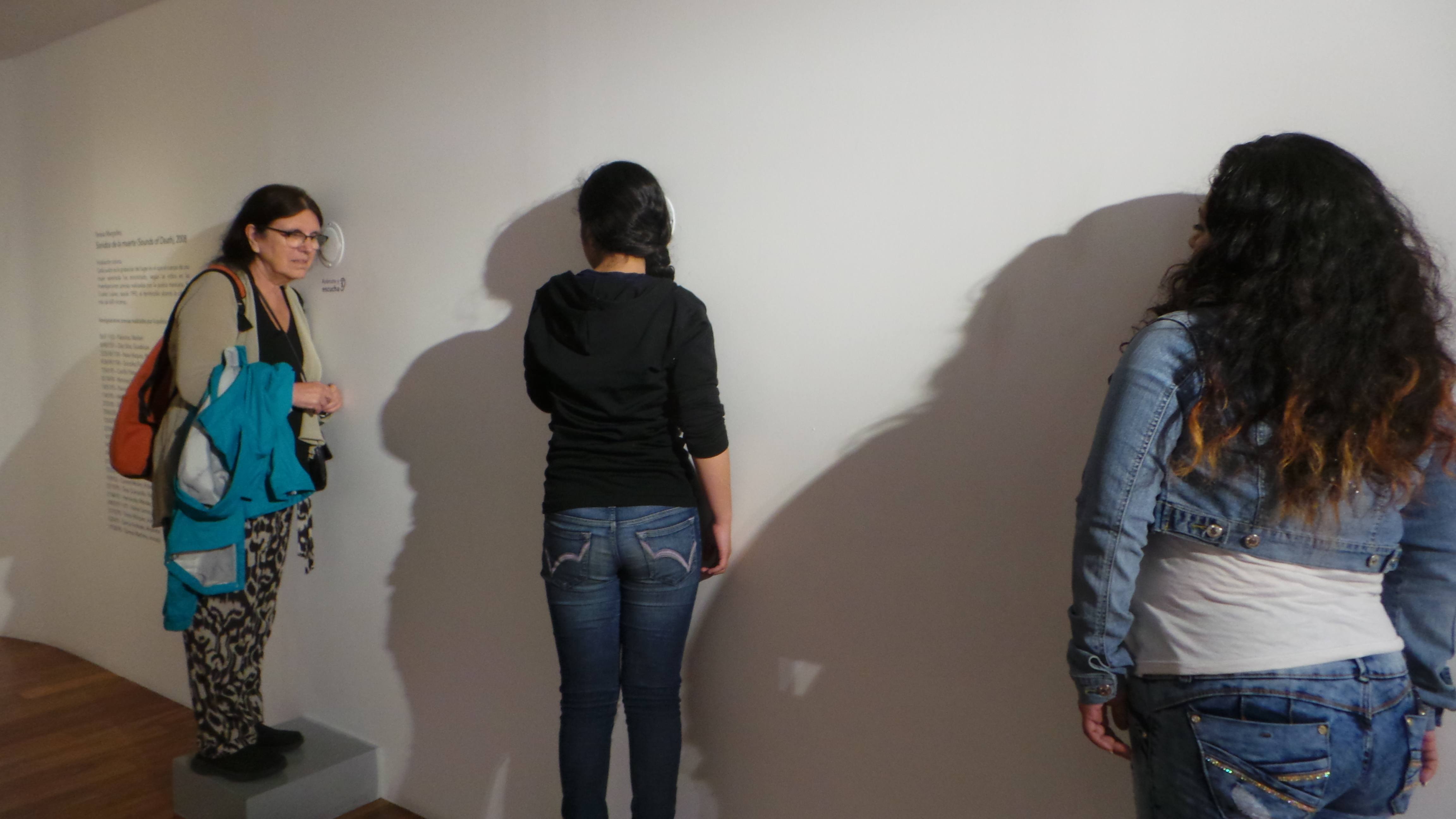
Activación de la segunda parte de la obra procesual de Teresa Margolles donde el espectador escucha parte del proceso.

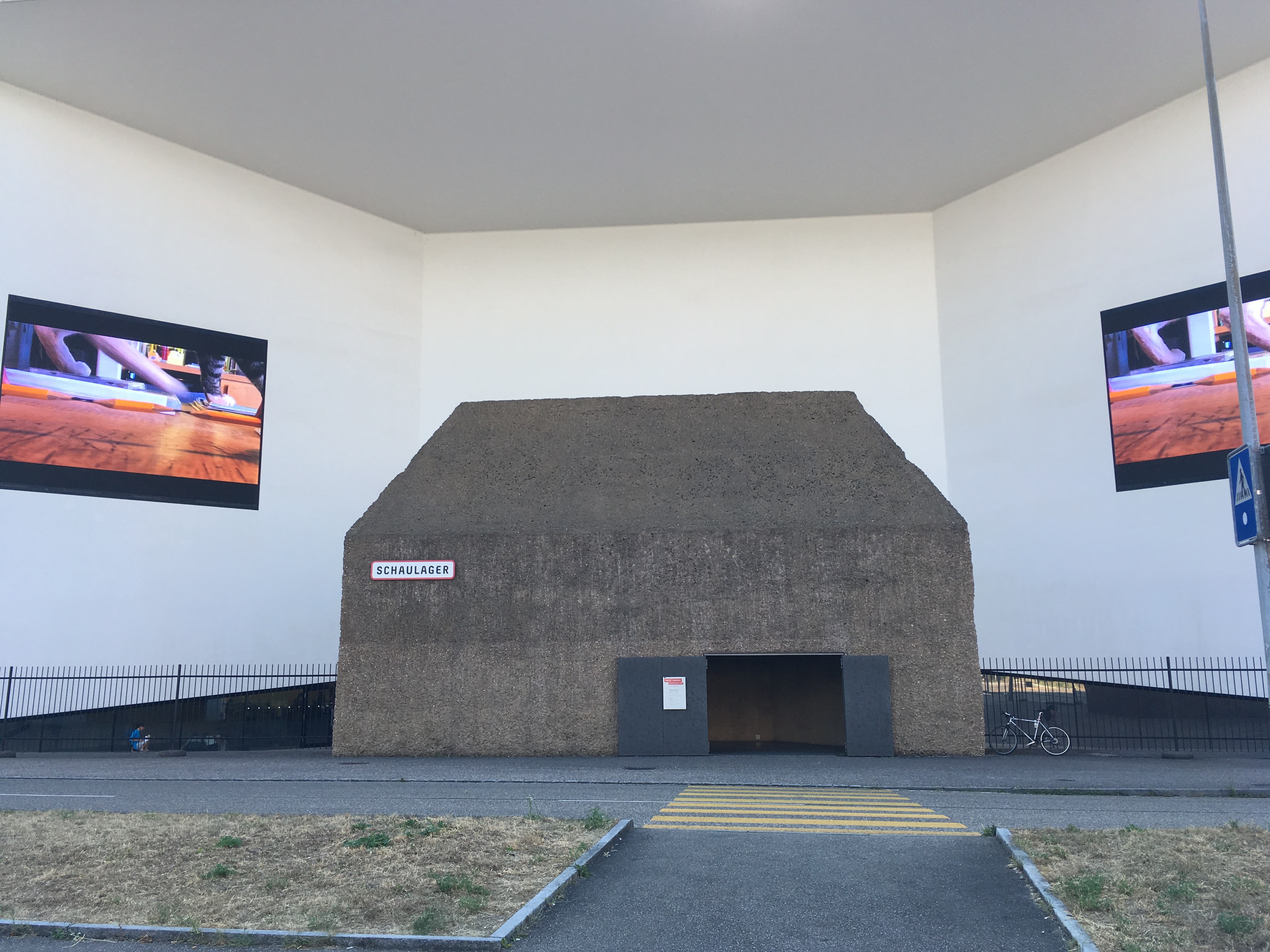
Instalación final de pieza procesual de Bruce Nauman.

El arte procesual o arte en proceso (en inglés, Process art) es un movimiento artístico, también considerado como un sentimiento creativo y un punto de vista sobre el mundo donde el producto final del arte y la artesanía, el objeto de arte, no es el centro de atención principal. El «proceso» en el arte procesual se refiere al proceso de la formación y creación de arte: la búsqueda, clasificación, recopilación, asociación y estampado. Así como otros conceptos adherentes a la obra, como la efimeridad de la pieza en sí, las críticas o polémicas de la misma, entendidas como parte de la propia creación. El arte procesual está preocupado con el hacer real; el arte como un rito, ritual y performance. El arte procesual a menudo acarrea una motivación inherente, racional e intencional. Por lo tanto, el arte se ve como un viaje creativo o proceso, más que como el producto acabado. 

## Movimiento de arte procesual
El arte procesual ha sido considerado un movimiento creativo en los EE. UU. y Europa a mediados de los sesenta. Tiene sus raíces en las pinturas de goteo (dripping) de Jackson Pollock y su empleo de la serendipia tiene una marcada correspondencia con el dadaísmo. El cambio y la fugacidad son temas marcados en el movimiento de arte procesual. El Museo Guggenheim afirma que, en 1968, Robert Morris tuvo una exposición innovadora para la que escribió un ensayo en el que definió el movimiento. La página web del Museo afirma:

Los artistas procesuales se vieron implicados en temas referentes al cuerpo, ocurrencias al azar, improvisación y la liberación de cualidades de materiales no tradicionales como la cera, el fieltro y el látex. Usando estos elementos, crearon formas excéntricas en disposiciones erráticas o irregulares producidas por acciones como cortar, colgar y gotear, o procesos orgánicos como el crecimiento, la condensación, el congelamiento o la descomposición.

 A menudo se subrayó la naturaleza efímera y la insustancialidad de los materiales.
El movimiento de arte procesual y el movimiento de arte ambiental están directamente relacionados:

Los artistas procesuales se implican en la primacía de los sistemas orgánicos, usando materiales perecederos, insustanciales y transitorios como conejos muertos, vapor, grasa, hielo, cereales, serrín y hierba. A menudo los materiales se dejan expuestos a las fuerzas naturales: la gravedad, el tiempo, el clima, la temperatura, etc.

En el arte procesual, como en el movimiento de arte povera, la propia naturaleza es celebrada como arte; se rechaza a menudo la simbolización y la representación de la naturaleza.

## Antecedentes de arte procesual
El movimiento de arte procesual tiene precedentes en ritos indígenas, chamánicos y rituales religiosos, formas culturales como la pintura con arena, la danza del Sol y la ceremonia del té son actividades fundamentalmente relacionadas.
Aspectos del proceso de la construcción de un mándala con arena budista Vajrayāna (un subconjunto propio de la pintura de arena) de la Buda de la Medicina por monjes del monasterio de Namgyal en Ithaca, Nueva York que comenzó el 26 de febrero de 2001 y concluyó el 21 de marzo del mismo año ha sido captado y expuesto en la red por la Galería Ackland's Yager de Arte Asiático. La disolución del mandala ocurrió el 8 de junio de 2001.

## Arte procesual en la época actual
En la actualidad artistas como Richard Serra, Teresa Margolles o Abel Azcona incluyen procesos artísticos de larga duración en sus creaciones. Todos ellos, interesado en mostrar además de la obra concluida, el proceso de creación de la misma con el mismo interés.

## Artistas procesuales
- Abel Azcona
- Lynda Benglis
- Chris Drury
- Franz Erhard Walther
- Eva Hesse
- Christopher Le Tyrell
- Teresa Margolles
- Robert Morris
- Bruce Nauman
- Alan Scarritt
- Tim Semple
- Richard Serra
- Keith Sonnier